# Çò des de Joan de Jaume
Çò des de Joan de Jaume és una casa de Vilamòs (Vall d'Aran) inclosa a l'Inventari del Patrimoni Arquitectònic de Catalunya.

## Descripció
Casa que presenta la façana amb un arrebossat pintat de blanc i teulada força restaurades, bé que manté les estructures antigues. La façana disposada en sentit transversal a la coberta de dos vessants,s'orienta al carrer, amb obertures de fusta en les dues plantes i un "tresaigües" damunt del ràfec que assenyala "lhumarau". La borda adossada al darrer manté la porta elevada. A l'altra banda del carrer, s'hi conserva l'antiga borda tal com era, amb el xamfrà escapçat, obertures de fusta en les dues plantes i una llucana en "l'humarau",aixoplugat per una teulada de pissarra amb la "capièra" reforçada amb planxes de zinc.

## Història
Fundada al 1835 per un avantpassat de Joann Vialmates, víctima el 1937. És la casa de la rectoria.